# Томасина
Томасина, або Томасина. Кішка, яка вважала, що була божеством — книга 1957 року американського письменника Пола Гелліко про руду кішку, руду дівчинку та черствого батька, якому доведеться зрозуміти силу любові. У 1963 році вийшла кіноадаптація від Disney «Три життя Томасини». В Україні книга входить до шкільної програми з зарубіжної літератури (6 клас) як література для додаткового читання .

## Сюжет
Події відбуваються 1912 року у вигаданому шотландському місті Інверанох. Ендрю Мак-Дьюї — ветеринар-вдівець, який має доньку Мері Руа. Мері ще з двох років дуже прив'язана до своєї кішки Томасини, від імені якої ведеться частина оповідання. Батько ж ставиться до кішки байдуже, узагалі він — жовчний, розчарований атеїст: «не любить він тварин, казали прихожани, та й до людей не краще ставиться». Його дружина померла в молодому віці через хворобу, підчеплену від папуги, а владний батько, незважаючи на мрію Ендрі стати лікарем і рятувати людей, змусив сина стати ветеринаром за власним прикладом. Донька — єдина людина, яку Ендрю щиро любить. Тим часом сільські діти обговорюють місцеву відьму Божевільну Лорі, яка, подейкують, лікує тварин за допомогою магії.
Одного разу Томасина, забившись, втрачає здатність рухатись. Дівчинка приносить кішку до батька, аби той її вилікував. Проте Мак-Дьюї наказує асистенту дати кішці хлороформ, а тоді каже Мері, що присипив Томасину. Мері знаходить Томасинине тіло, і її друг Г‘юґі Стірлінґ пропонує влаштувати кішці найкраще поховання, яке лиш здатні організувати сільські діти. Мері погоджується, і діти пишуть на Томасининому надгробку, що та була «бежжалісно вбита». Мері Руа перестає розмовляти з батьком і вимагає, аби той повернув їй Томасину та припинив пропонувати нового улюбленця. Вона вважає, що батько, який убив її улюблену істоту, помер для неї і сам. Не маючи заради кого жити, Мері Руа зовсім втрачає інтерес до світу.
Після поховання діти розходяться, і на могилу Томасини натрапляє Лорі. Жінка розкопує її і виявляє, що кішка жива, просто міцно заснула через хлороформ. Лорі забирає кішку до себе на лікування. Коли Томасина окунює, то починає вважати себе воскреслою Баст, єгипетською богинею-кішкою. Інші звірі в будиночку Лорі не вірять їй. Томасина не пам'ятає Мері та свого попереднього життя. Лорі перейменовує її на Таліфу й залишає в себе.
Тим часом Мері зовсім вгасає: дівчинка не встає з ліжка й перестає розмовляти. Дізнавшись про те, як Ендрю обійшовся з кішкою власної доньки, мешканці міста перестають довіряти ветеринарові й натомість звертаються до Божевільної Лорі. Мак-Дьюї іде до Лорі, щоб з'ясувати стосунки та вказати їй її місце, та замість цього, заскочений її добротою, допомагає з лікуванням борсука, якого та не може врятувати. Ендрю вражений ніжністю жінки й дізнається, що вона також пережила втрату рідних. Він часто до неї навідується, навчаючи ветеринарних тонкощів. Зрештою вони об'єднують зусилля, щоб врятувати пригноблених голодних тварин із циганського табору.
Водночас Мері стає все гірше. Всі аналізи в нормі, але лікар каже, що дівчинка помирає від розбитого серця. Чоловік іде до Лорі та благає її допомогти, але вона спершу не відповідає. Дорогою додому Мак-Дьюї натрапляє на могилу Томасини, і напис на камені змушує його усвідомити жах того, що він накоїв. Чоловік щиро кається й повертається до Мері. До них приходить Лорі, проте вона не здатна врятувати дівчинку. Тим часом Томасина, що спала в шухляді з лавандою, прокидається і від запаху квітки згадує своє минуле. Вона спішить повернутися до Мері під дощем. Поки в домі всі чекають на янгола смерті, у вікні замість нього з'являється силует Томасини. Лорі впізнає врятовану кішку, її впускають до будинку і Ендрю повертає її доньці. Мері неймовірно щаслива знову бути разом зі своєю кішкою та одразу починає одужувати. Лорі йде готувати сніданок, і стає зрозуміло, що вона тут залишиться.

## Персонажі
- Томасина/Баст-Ра/Таліфа — головна героїня, руда кішка, улюблениця Мері Руа.
- Мері Руа — семирічна руда дівчинка, що рано втратила матір, дуже любить Томасину.
- Ендрю Мак-Дьюї — батько Мері Руа, ветеринар, що недолюблює тварин, суворий, але любить свою дочку.
- Лорі — жінка, яку підозрюють у відьомстві, живе за селом у віддаленому будиночку, доглядає за хворими та пораненими тваринами.
- Енгус Педді — проникливий і добрий священник, близький друг Мак-Дьюї ще з університетських часів.
- Г‘юґі Стірлінґ — друг Мері Руа, що організовує поховання Томасини.
- Джорді Мак-Набб — хлопчик, що відносить жабу до Лорі після того, як Мак-Дьюї відмовляється її лікувати.
- Лікар Стретсбі — лікар, що ставить діагноз Мері Руа.

## Переклади українською
Українською мову книгу було перекладено двічі: у 2010 р. видавництвом «Навчальна книга — Богдан» та в 2016 р. «КМ-БУКС».

## Адаптація
У 1963 році студія Disney випустила фільм «Три життя Томасини».